# Kalamítsi Amygdáli
Kalamítsi Amygdáli, en grec moderne : Καλαμίτσι Αμυγδάλι, est un village du dème d'Apokóronas, dans le district régional de La Canée, de la Crète, en Grèce. Selon le recensement de 2011, la population de Kalamítsi Amygdáli compte 130 habitants.
Le village est situé à 31,5 km de La Canée et à une altitude de 150 mètres.

## Recensements de la population
| Recensements | 1900 | 1920 | 1928 | 1940 | 1951 | 1961 | 1971 | 1981 | 1991 | 2001 | 2011 |
| ------------ | ---- | ---- | ---- | ---- | ---- | ---- | ---- | ---- | ---- | ---- | ---- |
| Population   | 258  | 266  | 314  | 377  | 433  | 368  | 244  | 181  | /    | 186  | 130  |